# روس جونستون
روس جونستون هو لاعب هوكي الجليد كندي، ولد في 7 أبريل 1926 في مونتريال في كندا، وتوفي في 31 ديسمبر 2009.

## وصلات خارجية
- روس جونستون على موقع دوري الهوكي الوطني (الإنجليزية)
- روس جونستون على موقع قاعة مشاهير الهوكي (لاعب أن.إتش.أل) (الإنجليزية)
- روس جونستون على موقع EliteProspects.com (الإنجليزية)
- روس جونستون على موقع HockeyDB.com (الإنجليزية)
- روس جونستون على موقع Hockey-Reference.com (الإنجليزية)